# طحال
الطِّحَال (بالإنجليزية: Spleen) هو عضو يوجد في الإنسان وكذلك في جميع الحيوانات الفقارية. عند الإنسان، الطِّحَال عضو مفرد، وهو أكبر كتلة مفردة من النسيج اللمفاوي في الجسم. لونه يميل إلى الاحمرار. وهو يعمل بشكل أساسي مرشحا (مصفاة) للدم، ويستطيع الإنسان الحياة بشكل طبيعي حتى بعد إزالة الطحال، سواء كان نتيجة حادث أو كإجراء علاجي.
يلعب الطحال دورًا مهمًا في تدوير خلايا الدم المتضررة أو التي مضى عليها أكثر من 120 يوم. يزيل خلايا الدم الحمراء القديمة ويحتفظ باحتياطي من الدم ، والذي يمكن أن يكون مفيدًا في حالة الصدمة النزفية ، كما يُعيد تدوير الحديد الناتج من تكسير الهيم - المركب الأساسي في صبغة الهيموجلوبين المسؤولة عن نقل الأكسجين في خلايا الدم الحمراء. ينشطر الهيموجلوبين إلى هيم وجلوبين، يتحلل جزيء الجلوبين إلى أحماض أمينية يُعاد استخدامها بواسطة الجسم ، وإلى هيم الذي هو الأخر يُزال منه مركب الحديد ويتحول إلى بيليفيريدين الذي يتحول بعد ذالك إلى بيليروبين ينتقل إلى الكبد عن طريق الألبومين وفي الكبد يُخرج عن طريق الصفراء.
يحتوي الطحال على الخلايا الليمفاوية المنتجة للأجسام المضادة في اللب الأبيض والخلايا البلعمية التي تلتقط الأنتيجينات من الدم وتقدمها إلى الخلايا الليمفاوية ويشابه بوظيفته المناعية العقد الليمفاوية.
يبلغ وزن الطحال الطبيعي حوالى 150جرام في الإنسان البالغ وقد يزداد إلى 500 جرام في حالات تضخم الطحال.

## التشريح

الطحال هو العضو المُشار إليه بالرقم (8)

يقع الطحال في أعلى الجانب الأيسر من البطن تحديداً في المراق الأيسر، تحت الحجاب الحاجز ويشبه في تكوينه الغدد اللمفاوية، فهو بيضاوي الشكل في استطالته ذو لون أرجواني معتم. طوله من 125 إلى 150 مم وعرضه حوالي 76 مم وسمكه حوالي 38 مم ووزنه عند الشخص البالغ 100 - 250 غرام ويقع خلف الأضلاع أرقام 9 و10 و11.
وهو لا يقع مباشرة تحت الأضلاع لأنه مغطى من الأعلى بالحجاب الحاجز. ويلامسه أعضاء كثيرة في البطن: ذيل البنكرياس، الكلية اليسرى، القولون والأمعاء الدقيقة. ولا نستطيع أن نلمسه في الإنسان الطبيعي إلا إذا كبر الطِّحَال، ويساعدنا في ذلك وجود تقوسات على سطحه الأمامي وهي تبقى حتى عندما يكبر في الحجم. وللطحال رباطين: الرباط الطحالى الكلوي والرباط المعدي الطحالي، لذلك ممكن تحريكه وسحبه إلى الأمام أثناء العملية الجراحية.
للطحال وجهان وحافتان:
- وجهان: حجابي وحشوي
- حافتان: علوية وسفلية

### الوجه الحجابي
محدب، يجاور هذا الوجه: الحجاب الحاجز، الرئة اليسرى، الجنبة اليسرى، الأضلاع 9 - 10 - 11.

### الوجه الحشوي
مقعر، يجاور أحشاء البطن، يشاهد على هذا الوجه انطباعات: المعدة، الكلية اليسرى، ذيل البنكرياس، الزاوية القولونية اليسرى.

### الحافة العلوية
محدبة وتحوي ثلم أو ثلمين.

### الحافة السفلية
تكون حادة.

## الوظيفة
من بين وظائف الطِّحَال، نحصي الآتي:
- يساهم الطحال مع الكبد في صنع كريات الدم الحمراء في المرحلة الجنينية، ويفقد هذه الوظيفة بعد الولادة.
- يعتبر الطحال مخزنًا رئيسيًا للدم (إذ يمكنه اختزان 1/5 إلى 1/4 لتر دم الإنسان)، حيث يقوم بخزن الدم على صورة مركزة، ويفرغه في الدورة الدموية في الحالات الطارئة كالنزيف.
- يقوم الطحال بتنظيم كمية الدم المارة في الأوعية الدموية.
- يعمل الطحال على تخزين ما يكون في الدم من الشوائب والميكروبات بفضل الجيوب والفراغات الدموية الكثيرة المبطنة بخلايا بلعمية.
- يعتبر الطحال مقبرة الكريات الحمراء، وما تجدر الإشارة إليه أن الكريات الحمراء تموت عندما تشيخ (عمر الكرات الحمراء يصل إلى 120 يوم) قبل وصولها الطحال وليس فيه، ولكنها تدفن فيه.
- يلعب الطحال دوراً في المناعة بفضل العقد اللمفاوية (كريات مالبيجي) التي تصنع كرات الدم البيضاء اللمفاوية، حيث أن الطحال يحتوي على جلطات من خلايا الدم البيضاء تسمى اللمفاويات تطلق بروتينات خاصة في الدم، وتدعى هذه البروتينات بالأجسام المضادة التي تحارب البكتيريا والفيروسات وأية مواد أخرى تسبب المرض ؛ كما أن الطحال يقوم بإبادة الطفيليات والبكتيريا بواسطة البلاعم (خلايا كبيرة موجودة في الفراغات الأسفنجية).

## الأهمية السريرية

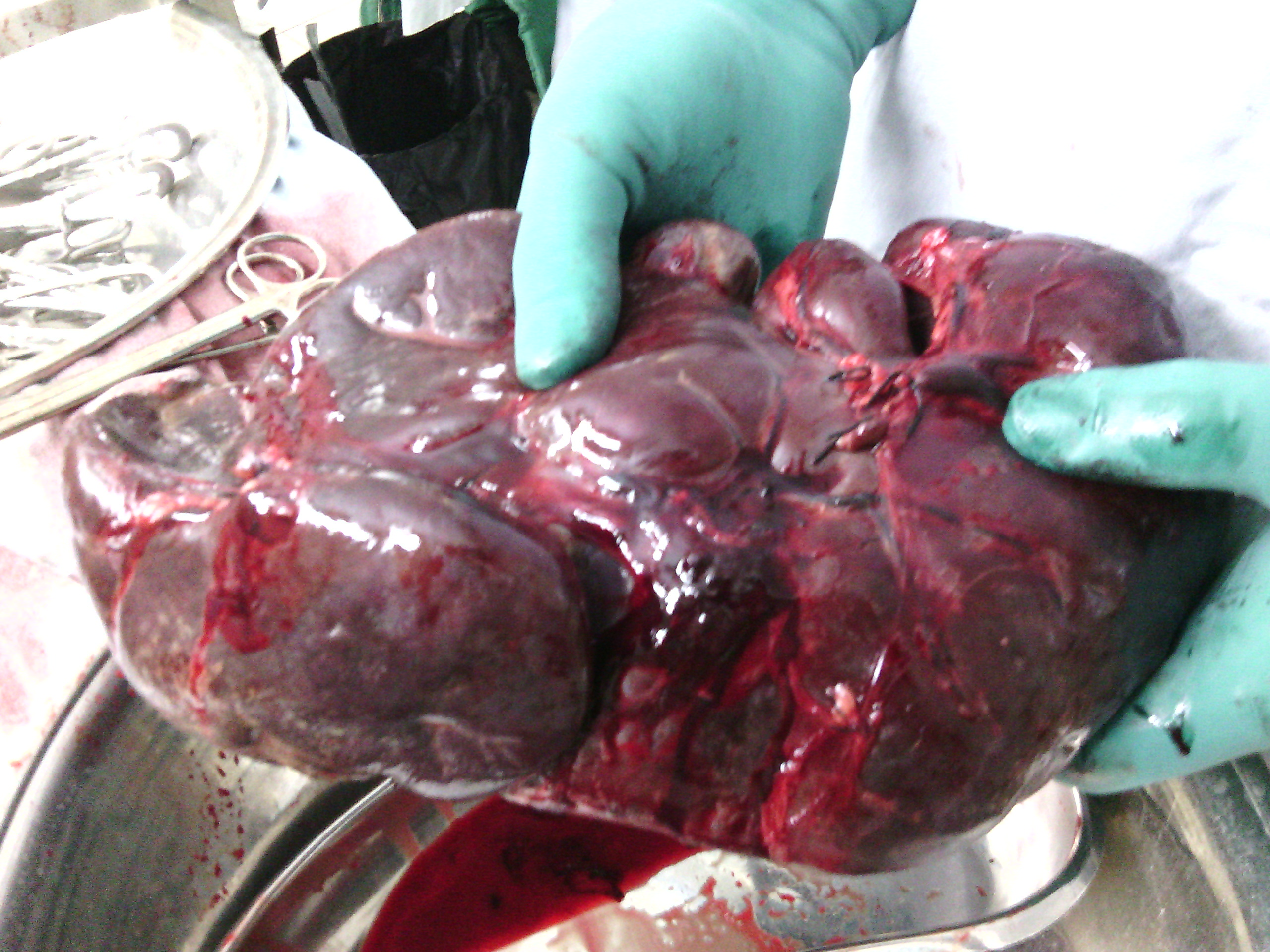
استئصال طحال جراحياً لطفل ثلاسيمي. الطحال هنا أكبر بحوالي 15 مرة من المعتاد.

### تضخم الطحال
قد يكون تضخم الطحال ناتجًا عن زيادة تكسر خلايا الدم الحمراء كما في حالات فقر الدم مثل فقر الدم المنجلي ،الثلاسيميا،فقر الدم الخبيث أو بعض الاصابات الطفيلية مثل الملاريا ،داء الليشمانيات،البلهارسيا وفي حالات أخرى كما في سرطان الدم، كثرة الحمر، مرض جوشر، مرض هودجكن، مرض بانتي، كثرة الكريات الحمر الوراثية، الخراجات، والأورام . تشمل الأورام الأولية للطحال الأورام الوعائية والساركوما الوعائية، كما يمكن أن ينتج تضخم الطحال في بعض حالات الالتهاب، أو انسداد تدفق الدم (على سبيل المثال: ارتفاع ضغط الدم في الوريد البابي نتيجة لتليف الكبد. في الحالات الشديدة من تضخم الطحال يمكن ملاحظة ذالك بارتفاع الجانب الأيسر من البطن.

### إصابة الطحال
يمكن أن تتسبب الصدمات، مثل: تصادم مروري، في تمزق الطحال، وهي حالة تتطلب عناية طبية فوراسبلينيية.

### انعدام الطحال
تشير إلى الحالة التي يكون فيها الطحال إما فاقدًا للوظيفة أو غير موجود نتيجة لعيب خلقي أو ناجمًا عن إصابة أو استئصال جراحي .قد تسبب هذه الحالات بزيادة ملحوظة في خلايا الدم البيضاء والصفائح الدموية ، وانخفاض الاستجابة لبعض اللقاحات ، وزيادة التعرض للعدوى. على وجه الخصوص ، هناك خطر متزايد للإصابة بالإنتان.
يؤدي استئصال الطحال إلى تناقص كبير في خلايا المناعة الذاكرة ب. أظهرت المتابعة لمدة 28 عامًا لـ 740 من قدامى المحاربين في الحرب العالمية الثانية الذين خضعوا لعمليات استئصال الطحال في ساحة المعركة زيادة كبيرة في معدل الوفيات من الالتهاب الرئوي (6 بدلاً من 1.3 المتوقع) وزيادة في معدل الوفيات من مرض القلب الإقفاري (41 بدلاً من 30 المتوقع) .

### الطحال الإضافي
الطحال الإضافي هو جزء من نسيج طحالي صغير قد يوجد بجانب الطحال الرئيسي يتشكل عادة في مرحلة التطور الجنيني. تم العثور على الطحال الإضافي في حوالي 10 بالمائة من السكان.
تعدد الطحال هو مرض خلقي يظهر في هيئة فص أو كثر من أنسجة طحالية ملحقة صغيرة بجانب الطحال. قد يحدث تعدد الطحال أحيانًا بشكل طبيعى، ولكنه غالبًا ما يكون مصحوبًا بخلل في النمو مثل سوء استدارة الأمعاء أو رتق القناة الصفراوية أو تشوهات القلب، مثل دكستروكارديا

### احتشاء الطحال
هو حالة يكون فيها تدفق الدم إلى الطحال ضعيفًا، مما يؤدي إلى احتشاء جزئي أو كامل (موت الأنسجة بسبب نقص الأكسجين) في العضو.
يحدث احتشاء الطحال عند انسداد الشريان الطحالي أو أحد فروعه، على سبيل المثال قد يحدث ذلك بسبب جلطة دموية. على الرغم من أنه يمكن أن يحدث بدون أعراض ، فإن الأعراض النموذجية هي الألم الشديد في الربع العلوي الأيسر من البطن ، والذي ينتشر أحيانًا إلى الكتف الأيسر. تتطور الحمى والقشعريرة في بعض الحالات.

### التهاب هيالوزيروس
قد يتأثر الطحال بالتهاب الهيالوسيروز، حيث يتم تغطيته بمادة الهيالين الليفية.

## الآثار الناتجة عن إزالة الطحال
تؤدي إزالة الطحال إلى التالي:
1. ارتفاع متوسط في أعداد كرات الدم البيضاء والصفائح الدموية
2. انخفاض الاستجابة لبعض اللقاحات
3. زيادة احتمالية التعرض للالتهابات خاصة البكتيرية منها والأمراض الناتجة عن الأوليات
4. زيادة التعرض لتسمم الدم بعد عضة كلب مثلا وعند الإصابة ببكتيريا «مكورات الرئة» أو «مكورات سحائية». لهذا يجب على من أزيل عنده الطحال الذهاب إلى الطبيب في حالة شعورة بارتفاع في درجة الحرارة أو الإصابة بأنفلونزا، فيعطيه الطبيب مصلا يمنع تفاقم حالته.

## معرض صور

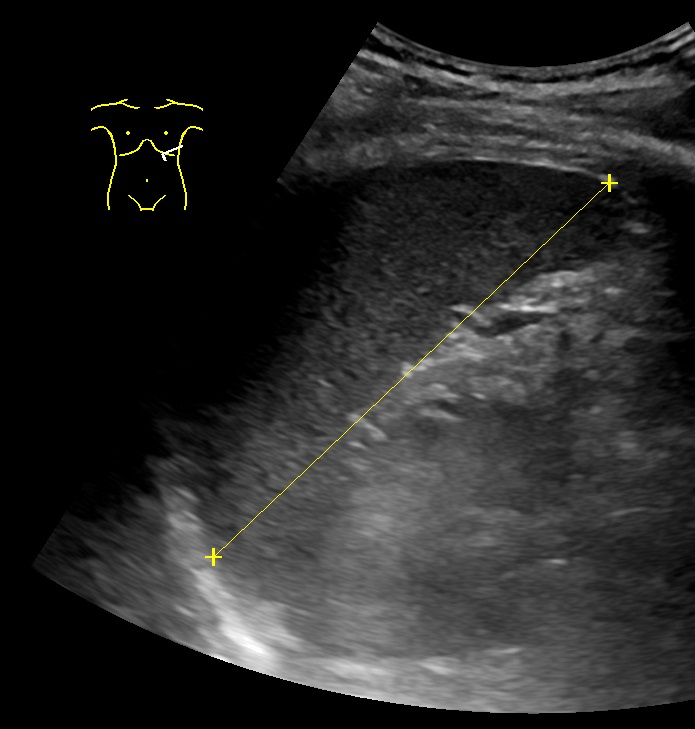
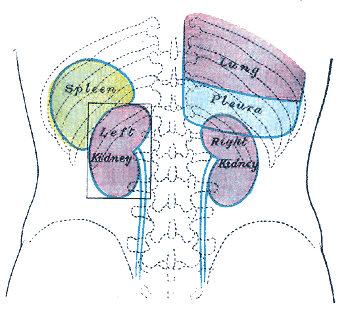
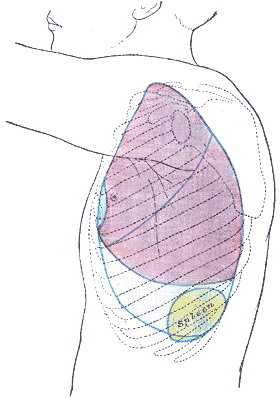

## وصلات خارجية
- «الطحال» من الموسوعة البريطانية
- الطحال والجهاز اللمفاوي، (الأكاديمية الأمريكية لأطباء العائلة)
- أمراض الطحال من مدلاين بلس